# Caroline Ansink
Caroline Ansink (Amsterdam, 8 augustus 1959) is een Nederlands componiste en fluitiste. 
Zij studeerde fluit op het Utrechts Conservatorium bij Abbie de Quant en later compositie bij Joep Straesser. Behalve componiste is zij fluitiste in het Keulse Clara Schumann Orkest en doceert zij aan het Utrechts Conservatorium. Ze componeert zowel kamermuziek als orkest- en koorcomposities. Ansink schrijft haar muziek ook in opdracht.
In 1992 verscheen de documentaire Ik componeer als mens op televisie, over de componisten Catharina van Rennes en Caroline Ansink.
Ansink schreef enkele opera's, zoals Stuyvesant Zero (2012) en Polen in Plan Zuid (2015).